# Пензијско осигурање
Пензијско осигурање омогућава његовим корисницима да на основу уплате доприноса и приноса на инвестирана средства доприноса, после предвиђеног броја година, када је њихова зарађивачка способност ниска имају редовна примања на осову којих би одржали задовољавајући ниво свог животног стандарда.

## Пензијско осигурање и пензијске надокнаде
Систем пензијског осигурања је битан део економског, социјалног и финансијског система једне државе. Он је подједнако важан како за друштвену заједницу тако и за појединце. Наиме, систем пензијског осигурања омогућава његовим корисницима да на основу уплате доприноса и приноса на инвестирана средства доприноса (пензијско осигурање засновано на капитализацији средстава), после предвиђеног броја година, када је њихова зарађивачка способност ниска (у старијим годинама, када људи више нису радо активни) имају редовна примања на осову којих би одржали задовољавајући ниво свог животног стандарда. Периодична примања (која могу бити месечна, полугодишња, годишња итд.) по основу пензијског осигурања или у једном износу називају се пензије или пензијске надокнаде.
Пензије су, или би бар требало да буду пре свега економска категорија, то произилази из тога што пензије можемо дефинисати и као штедњу за старост. Штедња је једна од најбитнијих економских категорија, која преко инвестиција утиче на раст бруто домаћег производа (БДП). Осим економске категорије, пензије су и социјална категорија јер су главни корисници пензија стара или неспособна лица којима је потребна брига државе (односи се на јавно пензијско осигурање). На крају, пензије представљају и финансијску категорију, јер са једне стране оне представљају део јавне потрошње и као такве део јавних финансија једне државе, а са друге стране средства по основу пензијског осигурања која се акумулирају у приватне пензијске фондове представљају један од најзначајнијих инвестиционих подстицаја за сваку државу, јер је реч о дугорочном осигурању, где се средства акумулирају у периоду од 30 и више година, и као таква имају велики утицај на финансијске системе држава и представљају једне од најбитнијих инвеститора на финансијским тржиштима широм света.
У већини држава пензијске надокнаде се могу остварити на три начина:
- социјалним осигурањем, тј. пензијским осигурањем у оквиру социјалног осигурања,

- пензијским осигурањем финансираним од стране послодавца кроз основни и допунске моделе у које се укључују и запослени и

- индивидуалним пензијским осигурањем.

Пензија која се остварује у већини јавних система пензијског осигурања може бити:
- старосна,

- инвалидска и

- породична.

Поред права на пензију постоје још два права која проистичу из пензијског и инвалидског осигурања, а то су:
- право на накнаду погребних трошкова и

- право на новчану накнаду за телесно оштећење – за случај телесног оштећења проузрокованог повредом на раду или професионалном болешћу.[1]

## Врсте пензијског осигурања
По основу пензијског осигурања долази до акумулирања високих износа новчаних средстава. Најзначајнија карактеристика тих средстава јесте њихова дугорочност. Управљање тим средствима поверено је правним лицима - пензијским фондовима. Пензијске фондове можемо поделити на:
- јавне пензијске фондове и

- приватне пензијске фондове.

### Системи финансирања јавних пензијских фондова
Јавни пензијски фондови се формирају на основу средстава које издвајају запослени и послодавци, као и на основу средстава која издваја држава. Запослени издвајају средства на терет зарада, а послодавци на терет трошкова пословања. Јавни пензијски фондови функционишу на основу две врсте система финансирања:
- “pay as you go”  систем финансирања и

- “fully funded" или “capitalized" систем финансирања.

“Pay as you go" систем финансирања је систем који је доминантан у свету.  Карактеристика овог система финансирања је да садашњи запослени кроз порезе и доприносе издвајају средства која су потребна за финансирање пензија садашњих пензионера. Средства која су уплаћена током године служе за исплату пензија у току те године и најчешће се не задржавају на рачунима пензијских фондова, тако да висина пензијских надокнада зависи од висине уплаћених доприноса. Овакав вид финансирања је погодан за државе у којима је становништво у просеку релативно младо, а БДП дугорочно расте. Проблем настаје уколико дође до погоршања односа између броја запослених и броја пензионера у смислу да све мањи број запослених финансира пензијску надокнаду (пензију) једног пензионера. Да би систем добро функционисао процењује се да би било потребно 3-3,5 и више запослених који би финансирали пензијску надокнаду за једног пензионера.
“Fully funded” се још назива и систем акумулације капитала, систем капиталних фондова или систем капитализованих фондова. За разлику од “pay as you go” система код овог система је веома значајна инвестициона функција, тачније она представља суштину овог система, тако да ће висина пензијских надокнада зависити како од висине уплаћених доприноса, тако и од висине приноса на пласирана средства доприноса.

## Врсте пензијског осигурања према критеријуму обавезности
Подела пензијског осигурања према критеријуму обавезности је најраспросртањенија подела пензијског осигурања, на основу које разликујемо:
- обавезно (јавно или државно) пензијско осигурање и

- добровољно (приватно) пензијско осигурање.

Обавезно пензијско осигурање се финансира на основу обавезних доприноса пензијског осигурања. Те доприносе издвајају запослени и послодавци. Обавезно пензијско осигурање подразумева функционисање по “pay as you go” систему финансирања. Код овог система не постоји могућност слободног уговарања износа пензијске надокнаде коју осигураник прима и најчешће су те надокнаде на ниском нивоу, стога велики број субјеката прибегава добровољном пензијском осигурању као допунском облику пензијског осигурања.
Добровољно пензијско осигруање је додатни облик пензијског осигурања. Њиме се износ пензијске надоканде повећава изнад нивоа пензијске надокнаде које обезбеђује обавезно пензијско осигурање. Добровољно пензијско осигурање могу имати и запослена и незапослена лица. Почива на “fully funded” систему. Разликујемо два облика добровољног пензијског система:
- узајамно или колективно и

- приватно пензијско осигурање.

Добровољно пензијско осигурање све више добија на значају и у већини држава постоји привилегован порески третман за доприносе добровољног пензијског осигурања.

## Добровољни пензијски фондови
Добровољни пензијски фонд је институција колективног инвестирања у оквиру којих се прикупља и улаже пензијски допринос у различите врсте имовине са циљем остварења прихода и смањења ризика улагања. Пословање и надзор над добровољним пензијским фондовима у Републици Србији врши Народна банка Србије.  